# Epibulus
Epibulus is een geslacht van straalvinnige vissen uit de familie van lipvissen (Labridae). Het geslacht is voor het eerst wetenschappelijk beschreven in 1814 door Cuvier.

## Soorten
- Epibulus brevis Carlson, Randall & Dawson, 2008
- Epibulus insidiator (Pallas, 1770)